# Catada dahlioides
Catada dahlioides är en fjärilsart som beskrevs av Rothschild 1915. Catada dahlioides ingår i släktet Catada och familjen nattflyn. Inga underarter finns listade i Catalogue of Life.